# EuroLeague Women 1991-1992
L'EuroLeague Women 1991-1992 è stata la prima edizione della nuova massima competizione europea di pallacanestro femminile per club, in sostituzione della Coppa dei Campioni. In totale, si tratta della trentatreesima edizione
Vi prendono parte 22 società europee. Vince la Final Four la Dorna Godella, campionessa di Spagna: è il primo successo europeo per le valenciane.

## Squadre partecipanti
| 17 Nëntori Tirana BBC Etzella Etelbruck BCSS Namur BV Den Helder Challes Savoie Basket DJK Agon 08 Düsseldorf Dorna Godella Dynamo Kiev | Elitzur Cellcom Holom Falcon Copenhague Galatasaray Lokomotiv Sofia MTK Budapest MTK Polfa Pabianice Olympias Neapoleos Nicosie Pussihukat Vantaa | SCP Ružomberok Ginnastica Comense Arvika Basket Sporting Athènes Universitatea Cluj ŽKK Šibenik Jolly JBS |

## Final Four
|  | semifinali         | semifinali         | semifinali  |             |               | finale             | finale             | finale      |  |
|  |                    |                    |             |             |               |                    |                    |             |  |
|  | Dorna Godella      | Dorna Godella      | 87          |             |               |                    |                    |             |  |
|  | Dorna Godella      | Dorna Godella      | 87          |             |               |                    |                    |             |  |
|  | Sporting Atene     | Sporting Atene     | 61          |             |               |                    |                    |             |  |
|  | Sporting Atene     | Sporting Atene     | 61          |             | Dorna Godella | Dorna Godella      | 66                 |             |  |
|  |                    |                    |             |             | Dorna Godella | Dorna Godella      | 66                 |             |  |
|  |                    |                    | Dynamo Kiev | Dynamo Kiev | 56            |                    |                    |             |  |
|  | Dynamo Kiev        | Dynamo Kiev        | Dynamo Kiev | Dynamo Kiev | 56            | 85                 |                    |             |  |
|  | Dynamo Kiev        | Dynamo Kiev        |             |             |               | 85                 |                    |             |  |
|  | Ginnastica Comense | Ginnastica Comense | 77          |             |               | terzo posto        | terzo posto        | terzo posto |  |
|  | Ginnastica Comense | Ginnastica Comense | 77          |             |               |                    |                    |             |  |
|  |                    |                    |             |             |               |                    |                    |             |  |
|  |                    |                    |             |             |               | Ginnastica Comense | Ginnastica Comense | 80          |  |
|  |                    |                    |             |             |               | Ginnastica Comense | Ginnastica Comense | 80          |  |
|  |                    |                    |             |             |               | Sporting Atene     | Sporting Atene     | 72          |  |

## Statistiche
|    | Punti            | Punti | Rimbalzi          | Rimbalzi | Assist              | Assist |
| -- | ---------------- | ----- | ----------------- | -------- | ------------------- | ------ |
| 1. | Razija Mujanović | 27,3  | Razija Mujanović  | 9,1      | Corinne Benintendi  | 2,7    |
| 2. | Judy Mosley      | 27,2  | Judy Mosley       | 9,1      | Elena Marencikova   | 2,4    |
| 3. | Olena Žyrko      | 18,7  | Elena Khoudachova | 7,7      | Olena Vergun        | 2,3    |
| 4. | Bridgette Gordon | 17,5  | Ol'ga Sucharnova  | 7,3      | Annie Constadinidou | 2,2    |

## Verdetto
- Campione d'Europa:  Dorna Godella
- Formazione: Luch Celia Andreu, Emma Bezos, Rosa Castillo, Maria Jose Garcia Cervera, Olga Mayoral Garcia, Lorena Nestar Ferrandis, Lluch Cristina Sanchez, Laura Grande, Maria Teresa Almoguera Miro, Luisa Bisetti Rodríguez, Ana Junyer, Paloma Sánchez, Razija Mujanović, Esther Tordesillas.